# Josef Zumsande
Josef Zumsande (3. března 1806 Jindřichův Hradec – 11. října 1865 Jindřichův Hradec) byl český malíř–miniaturista.

## Život

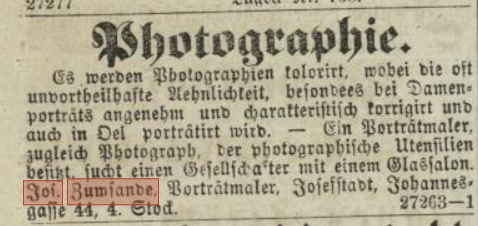
Josef Zumsande, inzerát (portrétista a fotograf, Vídeň, 1862)

Narodil se v rodině jindřichohradeckého krejčovského mistra Kajetána Zumsanda a jeho manželky Anny.
V letech 1821–1824 byl žákem Josefa Berglera na pražské Akademii, poté odešel studovat na Akademii do Vídně.
V roce 1853 měl ateliér na pražském Václavském náměstí č. 835. V letech 1856–1858 byl v pražských adresářích uváděn jeho ateliér jako fotografický. Tak se snažil čelit menšímu zájmu o své portréty.
Na Novém Městě pražském byl i po roce 1859 policejně hlášen. Též ale inzeroval ve Vídni v roce 1861 jako portrétní malíř a litograf a v roce 1862 již jako portrétní malíř a fotograf hledající společníka.
Zemřel svobodný v jindřichohradeckém chudobinci U sv. Jana Křtitele; pohřben byl v Jindřichově Hradci.

## Dílo
Josef Zumsande byl malíř portrétních miniatur a autor portrétních litografií. Ze známých osobností portrétoval Bohuslavu Rajskou, manželku Františka Ladislava Čelakovského.

## Galerie

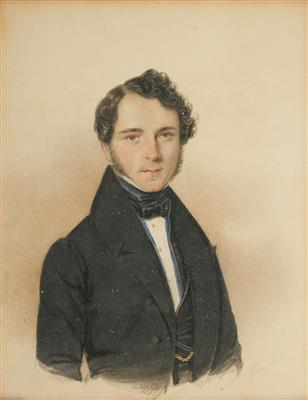
Josef Zumsande: Portrét muže (akvarel)
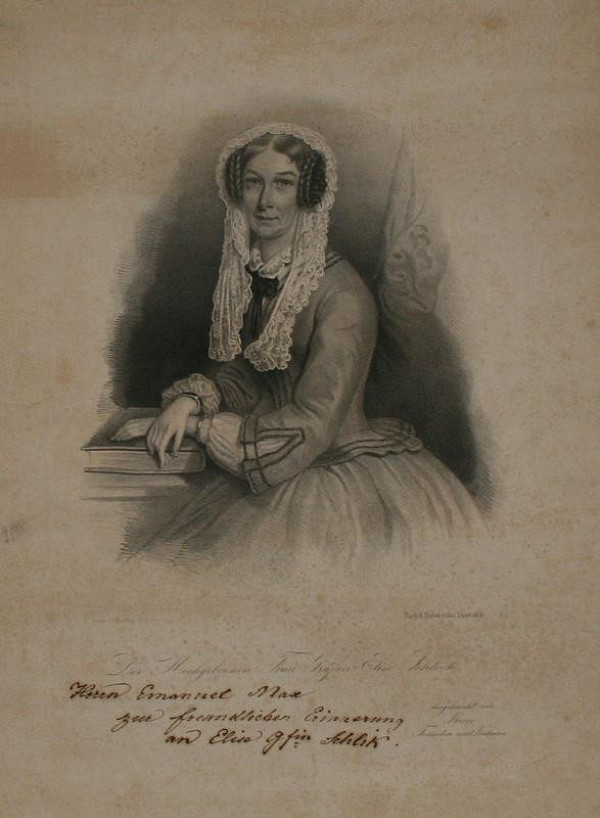
Josef Zumsande: Hraběnka Elise Schlick (litografie)

## Zajímavost
Karel B. Mádl usoudil, že příčinou jeho obtíží (zemřel v chudobinci) byl rozmach fotografie, konkurující jeho umění. Ladislav Stehlík dokonce bez udání zdroje uvádí, že konkurence fotografie připravila Zumsanda o rozum.